# Gustav Eduard Eugen Seydel
Gustav Eduard Eugen Seydel (* um 1830; † 1881) war ein preußischer Rittergutsbesitzer und Landrat im Landkreis Spremberg (Lausitz) (1871–1881).

## Leben
Seydel stammt aus einer Gutsbesitzerfamilie, die mit dem Rittergut Liebesitz im Landkreis Guben einen eigenen Familien-Stammsitz bildete. Dort wirkten zunächst die Vorfahren, der Urgroßvater Christian Gottfried Seydel, dann seit 1777 der Großvater Johann Christian Seydel. 1817 übernahm Carl Friedrich August Seydel den Besitz, er war der Vater des späteren Landrats.
Gustav Eduard Eugen Seydel selbst war seit etwa 1862 Gutsbesitzer im Landkreis Spremberg, besaß mit Gosda, 1189 ha, sowie 883 ha in Wolkenberg umfangreiche Ländereien, hinzu kam Gut Stradow, 793 ha. Des Weiteren gehörte ihm das besagte Gut Liebesitz, 275 ha. In Liebesitz ließ Gustav Eduard Eugen Seydel ein neues Herrenhaus und teils einen neuen Gutshof errichten, und umfangreiche Melorationsarbeiten am Gut durchführen.

## Familie
Gustav Seydel war mit Klara Kramsta († 1864) verheiratet. Das Ehepaar hatte mehrere Kinder, u. a. zwei Söhne, Georg und Hubert. Der Erbe, Sohn Hubert (1857–1931), studierte Landwirtschaft in Halle, wurde Gutsherr und erhielt am 6. Juni 1911 im Neuen Palais zu Potsdam die Nobilitierung, für Preußen, und konnte den Besitz ausbauen. Er war kgl. preuß. Rittmeister der Landwehr a. D. und gründete 1886 mit Anna Elisabeth von Muschwitz-Geisendorf (* 1866) eine Familie. Sie hatten eine Tochter Eva (* 1895) und die Söhne Hubert jun. (* 1893) und Bruno (1887–1951). Hubert sen. von Seydel stiftete für die um Spremberg gelegenen Güter einen Familienfideikommiss und beließ Liebesitz für den bürgerlichen Familienzweig als Allodgut. Die anderen Güter wurden aufgeteilt, Bruno von Seydel, liiert mit Resi Heydemann (* 1894), erhielt Stradow und Hubert von Seydel den Besitz Gut Wolkenberg.